# Tytus Buynowski
Tytus Buynowski herbu Budzisz (ur. w 1851, zm. 27 stycznia 1919 w Tarnowie) – prawnik, notariusz, burmistrz Pilzna, poseł na Sejm Krajowy Galicji VIII kadencji.
Maturę zdał w gimnazjum w Tarnopolu, studiował prawo na Uniwersytecie Lwowskim uzyskując tytuł doktora. Praktyki podjął u notariusza Michała Borowskiego w Podhajcach ożenił się w 1876 z jego córką Eleonorą. Pracował kolejno jako notariusz w Zaleszczykach, Brzesku a następnie w latach 1882-1886 w Tuchowie. W 1886 przeprowadził się z rodziną do Pilzna gdzie wszedł w skład Rady Miejskiej a w 1889 został burmistrzem miasta. Za jego rządów uratowano finanse miasta, wybrukowano rynek, powstały chodniki, wybudowano nową szkołę, rzeźnię, uporządkowano cmentarz. Za zasługi dla rozwoju Pilzna wręczono mu dyplom honorowego obywatela miasta. 1 września 1894 był jednym z założycieli a następnie prezesem Towarzystwa Gimnastycznego „Sokół” w Pilźnie. W 1901 został wybrany posłem VIII kadencji Sejmu Krajowego Galicji reprezentował w nim IV kurię Okręg Pilzno. W latach 1905–1919 pracował jako notariusz w Tarnowie będąc także w latach 1912-1914 prezesem Towarzystwa Gimnastycznego „Sokół” w Tarnowie. W styczniu 1907 został wybrany do Komitetu Głównego Stronnictwa Demokratyczno-Narodowego. Był także prezesem komitetu SDN w Tarnowie.